# شیخن
شیخن (به انگلیسی: Sheikhan) یک منطقهٔ مسکونی در پاکستان است که در پنجاب واقع شده‌است. شیخن ۱۵۲ متر بالاتر از سطح دریا واقع شده‌است.